# Фетида

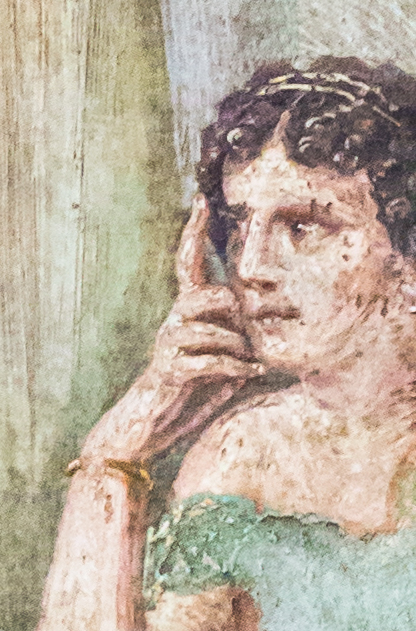
Фетида на античной фреске из Помпей

Фети́да (др.-греч. Θέτις, лат. Thetis) в древнегреческой мифологии — морская нимфа, дочь Нерея и Дориды, по фессалийскому сказанию — дочь кентавра Хирона. «Нижняя часть её туловища мыслилась чешуйчатой, как у рыб».

## Фетида-помощница
Из послегомеровских сказаний известно, что при помощи Фетиды аргонавты успешно пробились через пролив мимо Сциллы и Харибды. Фетида была послана Герой на помощь аргонавтам. Она плавала на дельфине.
Она помогла Дионису, спасавшемуся от Ликурга. Также она помогла Гефесту на Лемносе.

## Пророчество
Выросла на попечении Геры, и, по одному из сказаний, избежала соития с Зевсом ради Геры, и тот обрёк её на связь со смертным, её брак устроила Гера.
По другому сказанию, Фетиде было предсказано, что её сын будет сильнее отца, о чем не знал никто, кроме Прометея. Это предрекли либо Мойры, либо Фемида, либо Протей, либо это сообщила Зевсу Нюкта.

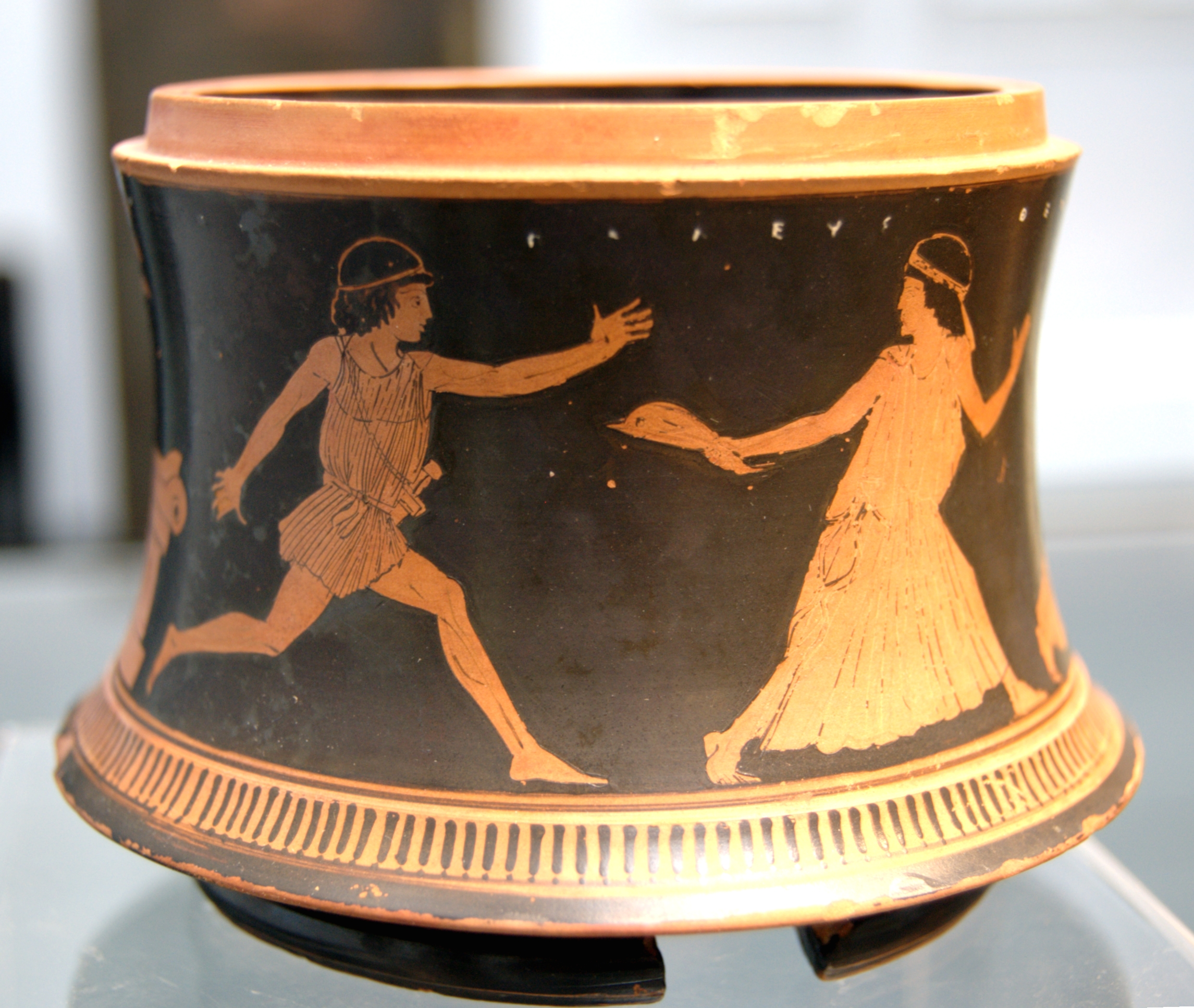
Пелей преследует Фетиду. Роспись пиксиды. Аттика. Ок. 460 г. до н. э. Античное собрание, Мюнхен

Зевс преследовал её, желая овладеть ею, и достиг Кавказа, там он встретил Прометея, который раскрыл ему пророчество, и Зевс, испугавшись, что рождённый Фетидой от него сын свергнет его, решил выдать её замуж за смертного. Таким смертным стал царь Пелей, однако невеста отнюдь не стремилась к браку.
Согласно Пиндару, за право жениться на ней спорили Зевс и Посейдон, но Прометей отговорил Зевса.

## Замужество

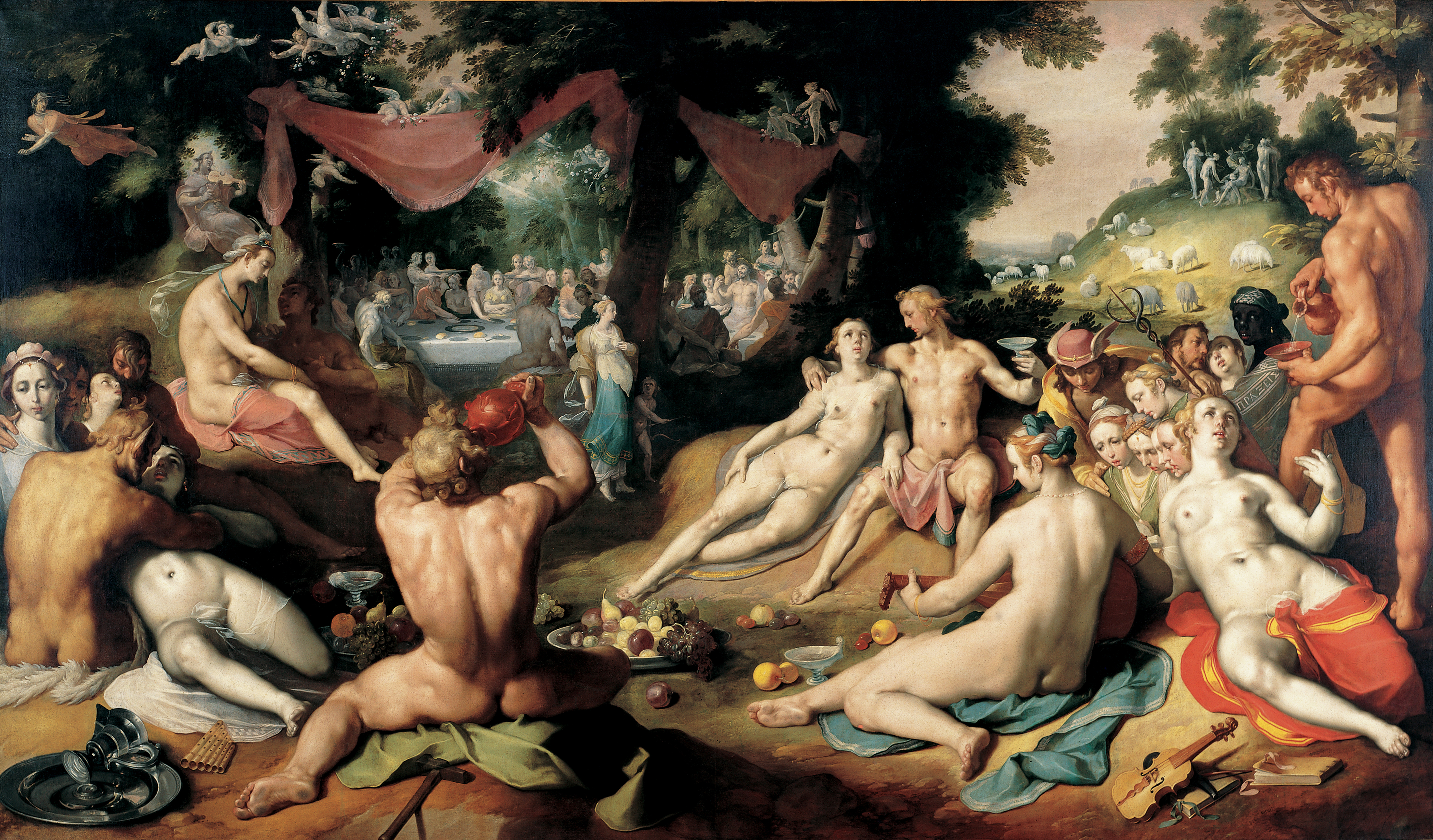
К. Корнелиссен. Свадьба Пелея и Фетиды. 1593. Холст, масло. Музей Франса Халса, Харлем

Фетида избегала некоторое время Пелея, обращаясь то в огонь, то в воду, то во льва, то в змею (согласно Овидию, в птицу, дерево, тигрицу), но Пелей по совету Хирона или Протея одолевал успешно все препятствия и побеждал чудовищ, пока наконец не овладел Фетидой.
На высотах горы Пелиона, в пещере кентавра Хирона была отпразднована их свадьба, на которой присутствовали все олимпийцы, принесшие новобрачным великолепные дары. Согласно Птолемею Гефестиону, Зевс подарил Фетиде крылья Арки, Гефест Пелею меч, Афродита — фиалу с фигурой Эрота, Гера — хламиду, Афина — свирель. По Катуллу, Аполлон и Артемида не пришли на свадьбу, на свадьбе Мойры предсказали судьбу.
От этого брака родился единственный сын Ахилл. Согласно псевдо-Гесиодовскому сказанию, у Фетиды было несколько сыновей, но каждый раз, как она становилась матерью, она погружала новорожденного в котёл с кипящей водой (либо в огонь), чтобы испытать, бессмертен ли младенец. Таким образом Пелей лишился нескольких сыновей, пока не родился Ахилл, который был вовремя спасён отцом. Когда Пелей не позволил бросить Ахилла, Фетида покинула мужа. Согласно Ликофрону, шесть детей погибли, седьмым был Ахилл.

## Фетида и её сын
Покинув наконец Пелея, Фетида как морская богиня поселилась в морской глубине, откуда продолжала следить за участью своего сына. Так, при её содействии Ахилла, которому было предсказано, что Троя будет взята только с его помощью, но сам он погибнет, переодели девушкой и поручили заботам скиросского царя Ликомеда, с дочерями которого он и воспитывался (см. Деидамия). И в Илиаде она принимает близкое участие в судьбе Ахилла (Илиада, I, 358—426, I, 495—530).

## В религиозном культе, в литературе и изобразительном искусстве

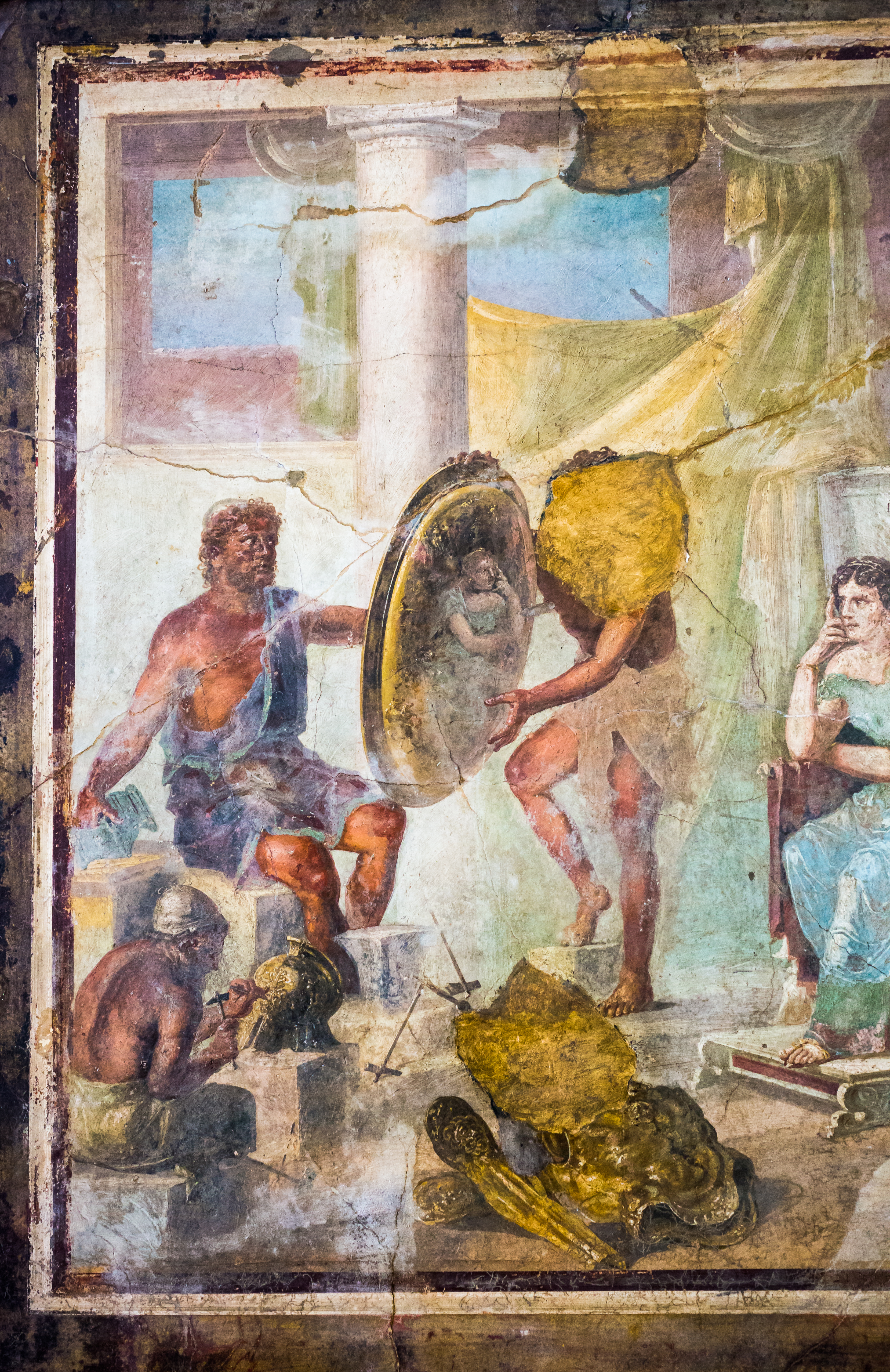
Фетида в кузнице Гефеста ожидает оружия Ахилла. Сцена из трагедии Эсхила «Суд об оружии». Фреска из Помпей. Национальный археологический музей, Неаполь

Её святилище недалеко от Фарсала. Фетида имела несколько святилищ, в том числе в эллинской Фтии (Фессалия) и в Спарте.
Действующее лицо трагедии Эсхила «Суд об оружии» (фр.174-177 Радт), сатировской драмы Софокла «Сотрапезники», трагедии Еврипида «Андромаха», стихотворения Гая Валерия Катулла «Свадьба Пелея и Фетиды». В произведениях греческого искусства Фетида встречается нередко, особенно на вазовых изображениях. Была известна её статуя работы Скопаса, изваянная для группы морских божеств.
В любовно-фантастическом романе «Заговор богинь» Ф. К. Каст Фетида показана любящей матерью, готовой на всё ради спасения сына от судьбы, предсказанной ему Зевсом, согласно которой он должен умереть под стенами Трои, не дожив даже до своей тридцатой зимы.
Именем Фетиды назван астероид (17) Фетида, открытый в 1852 году.